# 江西农业大学南昌商学院
江西农业大学南昌商学院是中华人民共和国江西省的一所全日制民办大学。位于江西省九江市赣江新区共青城市。

## 校史沿革
学院创建于2001年，原名为江西农业大学滨江学院，2002年更名为江西农业大学商学院，2003年经教育部确认定为现名。为响应省委、省政府决策部署，2017年转址赣江新区共青城市科教城办学，学院发展迈入新征程。
。